# Dirinaria confusa
Dirinaria confusa är en lavart som beskrevs av D. D. Awasthi. Dirinaria confusa ingår i släktet Dirinaria och familjen Physciaceae.   Inga underarter finns listade i Catalogue of Life.